# Aristolochia conferta
Aristolochia conferta là một loài thực vật có hoa trong họ Aristolochiaceae. Loài này được Mill. mô tả khoa học đầu tiên năm 1768.